# باول كوتش
باول كوتش (بالإنجليزية: Paul Couch)‏ هو لاعب كرة قدم أسترالية أسترالي، ولد في 19 يوليو 1964 في وارنامبول في أستراليا، وتوفي في 5 مارس 2016 في Apollo Bay ‏ في أستراليا بسبب نوبة قلبية.

## وصلات خارجية
- باول كوتش على موقع AustralianFootball.com (الإنجليزية)
- باول كوتش على موقع AFLtables.com (الإنجليزية)